# Jack Taylor (fotbollsspelare)
John "Jack" Taylor, född 15 februari 1914 i Barnsley i England, död 22 februari 1978 i Barnsley, var en engelsk professionell fotbollsspelare och manager. Han spelade totalt 201 ligamatcher som back utan att göra något mål under sin karriär som spelare. Mmatcherna var fördelade på tre lag Wolverhampton Wanderers, Norwich City och Hull City. Efter spelarkarriären fortsatte han 11 år som manager med början 1950 i Weymouth som spelande tränare, därefter 1952 i Queens Park Rangers innan han avslutade i Leeds United 1959 till 1961.